# Adam McArthur
Adam McArthur (San Francisco Bay Area, 28 november 1982) is een Amerikaanse acteur en stemacteur.

## Biografie
McArthur groeide op in Pinole in de San Francisco Bay Area (Californië). Hij studeerde in 2005 af aan de Pepperdine University met een diploma in acteren en televisieproductie, en werkte met improvisatiegroepen in de omgeving van Los Angeles. Als vechtsporter is McArthur gespecialiseerd in Wushu kungfu en andere vormen zoals judo. Hij begon toen hij 11 was. In 2003 was hij een ''All Around Grand Champion'' in de categorie Adult Male Traditional bij het ''UC Berkeley Chinese Martial Arts Tournament.'' In 2006 werd hij geselecteerd voor de documentaire Kung Fu: Journey to the East, waar hij en collega-vechtsportbeoefenaar Kristi Jordan China, vechtsportexperts bezochten om te leren en op te treden tijdens een podiumpresentatie in de Shaolin-tempel. De show werd uitgezonden op PBS. Hij zou in 2014 terugkeren voor een andere door PBS uitgezonden documentaire genaamd Shaolin Kung Fu Monks, waar hij de groep volgt tijdens een wereldwijde tour met stops in Moskou, New York en Los Angeles.
McArthur's eerste grote rol in animatie voice-over was in Star vs. the Forces of Evil, die in première ging als een van de beste animatieshows op het Disney XD-kanaal, die werd besteld voor een tweede seizoen voorafgaand aan de reguliere uitzending van het eerste seizoen. McArthur vertolkt Marco Diaz in de serie. Daron Nefcy, de bedenker van de serie, zei dat hij iets speciaals aan het personage toevoegt. Hij speelde ook in de serie Star Wars: The Clone Wars als Mon Cala Prince Lee-Char in seizoen 4. In een interview met ''TheForce.net'' zei McArthur dat hij zijn gewone stem gebruikte voor zijn personage.
McArthur is getrouwd met Kim. Ze hebben een klein bedrijf met fotohokjes die werd geadverteerd op ''The Knot.''

## Filmografie

### Animatie
| Jaar      | Titel                           | Rol             | Opmerkingen     |
| --------- | ------------------------------- | --------------- | --------------- |
| 2002      | Phantom Investigators           | Max             | 3 afleveringen  |
| 2011      | Star Wars: The Clone Wars       | Prince Lee-Char | 3 afleveringen  |
| 2011-14   | The LeBrons                     | Erik            | 23 afleveringen |
| 2015-16   | The Adventures of Puss in Boots | Chad            | 3 afleveringen  |
| 2015-19   | Star vs. the Forces of Evil     | Marco Diaz      | 72 afleveringen |
| 2019      | Too Loud                        | Hilarious Larry | 2 afleveringen  |
| 2019-2020 | Ollie & Scoops                  | Rudy            | 3 afleveringen  |
| 2020      | Big City Greens                 | Ashton          | 1 aflevering    |
| 2020      | S.A.L.E.M.                      | Oliver          | 1 aflevering    |

### Anime
| Jaar    | Titel                                 | Rol             | Opmerkingen     |
| ------- | ------------------------------------- | --------------- | --------------- |
| 2020-21 | Jujutsu Kaisen                        | Yuuji Itadori   | 24 afleveringen |
| 2021    | The Saint's Magic Power is Omnipotent | Kyle Salutania  | 1 aflevering    |
| 2021    | Shadows House                         | Ricky, Patrick  | 10 afleveringen |
| 2021    | So I'm a Spider, So What?             | Buirimus        | 1 aflevering    |
| 2021    | Tokyo Revengers                       | Chifuyu Matsuno | 8 afleveringen  |
| 2021    | Sing a Bit of Harmony                 | Prince          | Film            |
| 2021    | Sacks & Guns!!                        | Yuri            | 7 afleveringen  |

### Computerspellen
| Jaar | Titel                       | Rol                     |
| ---- | --------------------------- | ----------------------- |
| 2015 | Final Fantasy Type-0 HD     | Joker                   |
| 2015 | Star vs the Dungeon of Evil | Marco Diaz, Big Chicken |
| 2017 | Final Fantasy XV: Comrades  | Meerdere Rollen         |
| 2018 | Far Cry 5                   | Lost on Mars            |
| 2022 | GhostWire: Tokyo            | Man A, Boy B            |

### Films
| Jaar | Titel                | Rol                         |
| ---- | -------------------- | --------------------------- |
| 2003 | Save It for Later    | Young Jake                  |
| 2004 | Motocross Kids       | Male Reporter               |
| 2012 | All the Wrong Places | Cotter                      |
| 2015 | Krampus              | Dark Elves, Gingerbread Men |

### Korte films
| Jaar | Titel                           | Rol           |
| ---- | ------------------------------- | ------------- |
| 2009 | El Dorado                       | Jack Thompson |
| 2009 | My Apartment                    | Alan          |
| 2010 | Scooby-Doo! Spooky Camp Stories | N/A           |
| 2011 | 2012                            | Hitler        |
| 2011 | Killer Song                     | Victim        |
| 2012 | Causality                       | Dave          |
| 2013 | Showdown at High Noon           | N/A           |
| 2013 | The Coin                        | Casey         |
| 2018 | Man Eaters                      | Frank         |

### Series
| Jaar | Titel        | Rol                                                         | Opmerkingen    |
| ---- | ------------ | ----------------------------------------------------------- | -------------- |
| 2004 | Jack & Bobby | The Track Guy                                               | 1 aflevering   |
| 2021 | Ronstadt     | Frantic Caller, Winch, Squeaky Voice, Voicemail Vox, Lennox | 4 afleveringen |